# St. Andreas (Wildenholzen)

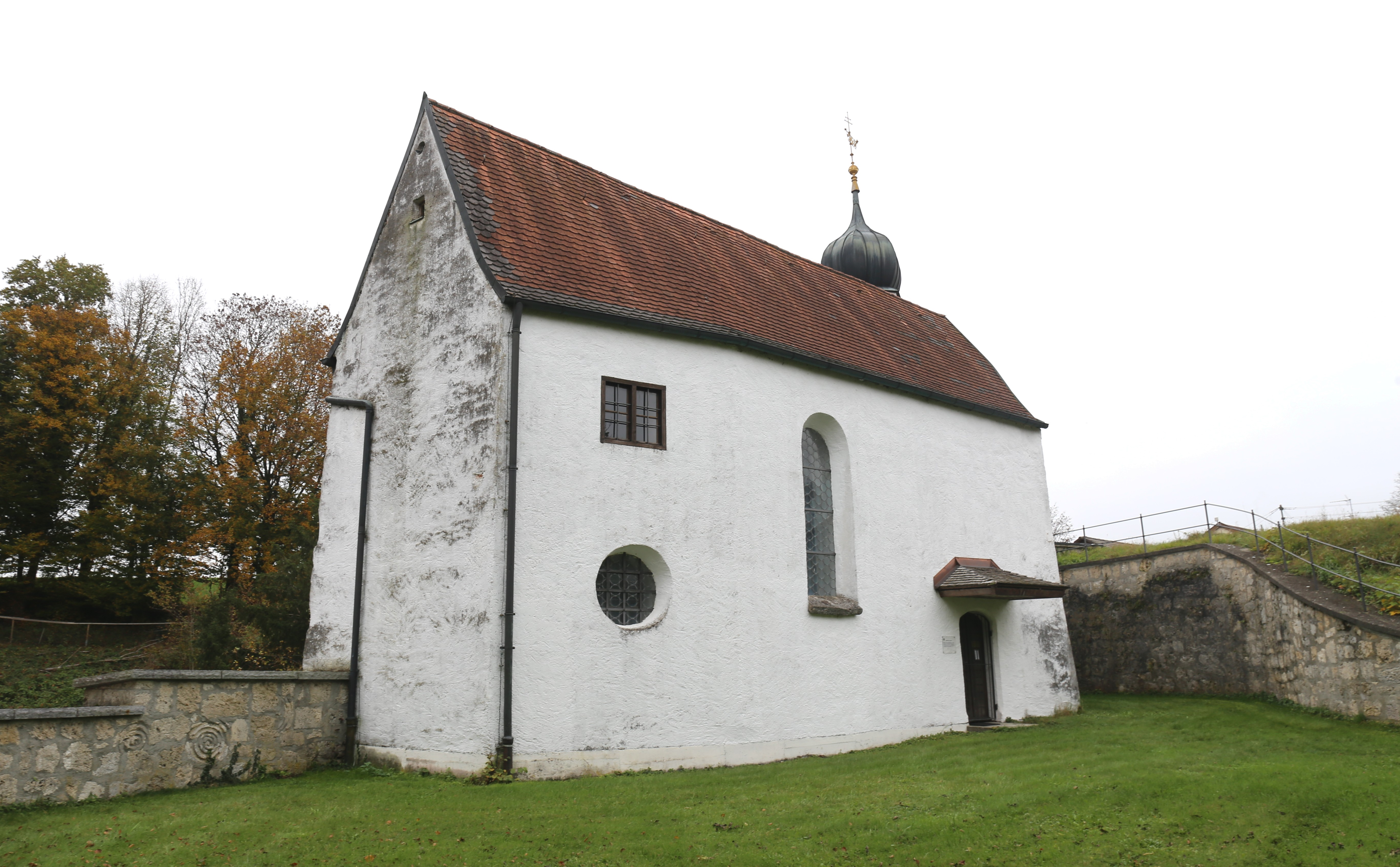
St. Andreas in Wildenholzen

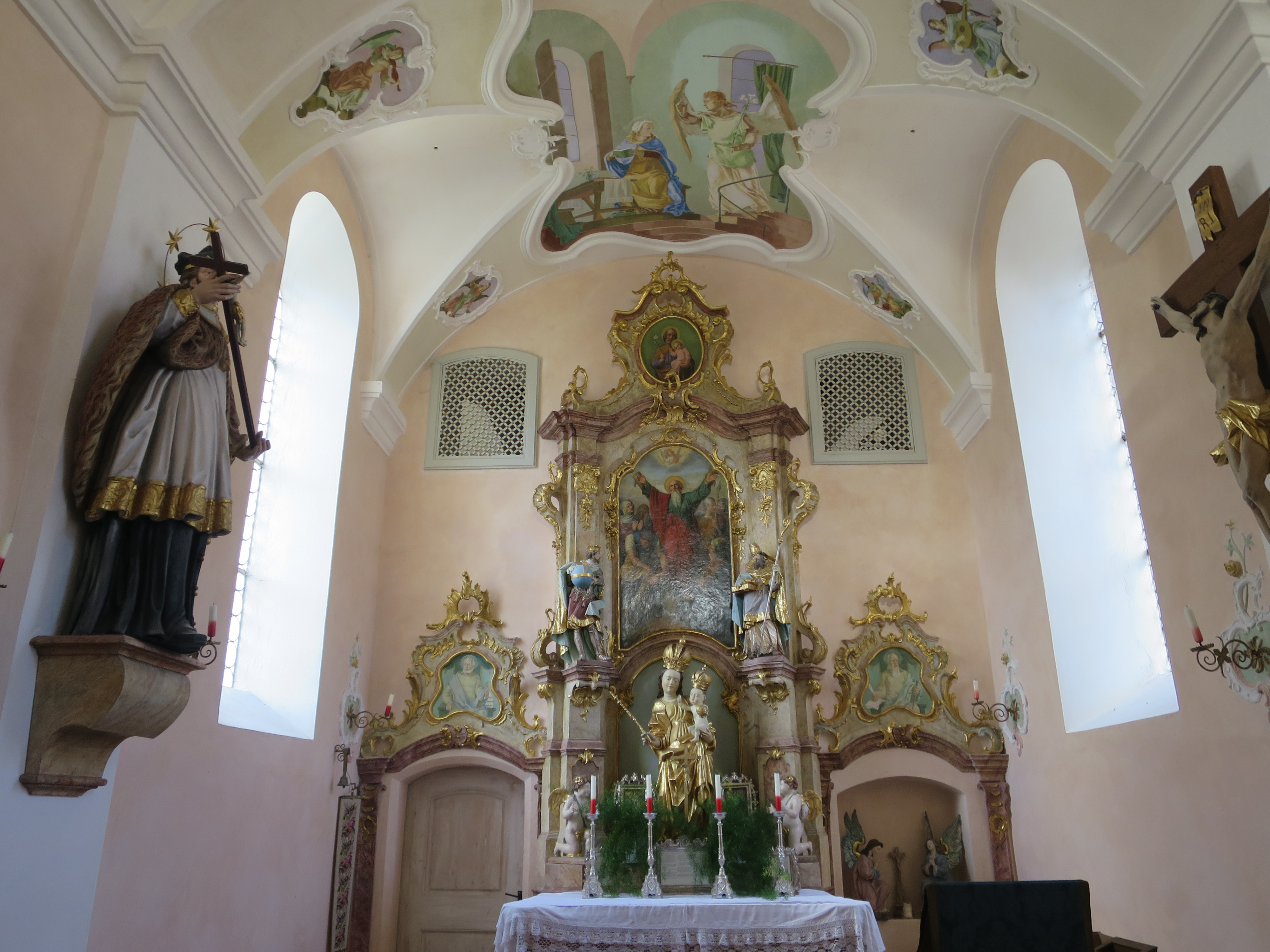
Innenansicht

Die römisch-katholische Filialkirche St. Andreas, die ehemalige Burgkapelle im Burgstall Wildenholzen, steht in Wildenholzen, einem Gemeindeteil von Bruck im oberbayerischen Landkreis Ebersberg. Sie steht unter Denkmalschutz und ist in der Bayerischen Denkmalliste unter der Nr. D-1-75-114-25 eingetragen. Die Kirche gehört zum Dekanat Ebersberg im Erzbistum München und Freising.

## Beschreibung
Der gotische Saalbau der ehemaligen Burgkapelle von 1443 wurde 1760 barock umgestaltet. Die Kirche besteht aus dem nach Süden mit einem Chor abgeschlossenen Langhaus und dem Chorflankenturm mit Zwiebelhaube an der Ostwand des Chors. Am Chorscheitel ist die Sakristei angebaut, in deren Obergeschoss sich ein Oratorium befindet.
Der Innenraum ist mit einem Tonnengewölbe überspannt. Auf dem Altarretabel des Altars ist ein überarbeitetes Marienbildnis dargestellt.